# By Any Means
By Any Means è l'undicesimo mixtape commerciale del rapper statunitense Kevin Gates, pubblicato nel 2014. Nel 2018 la RIAA lo certifica disco d'oro. Debutta nella Billboard 200 alla posizione 17 vendendo 15 000 copie nella sua prima settimana. Accolto positivamente dalla critica, su Metacritic totalizza un punteggio di 77/100 basato su 6 recensioni.
| Recensione           | Giudizio |
| -------------------- | -------- |
| AllMusic             | [ 1 ]    |
| Pitchfork            | [ 3 ]    |
| HipHopDX             | [ 7 ]    |
| Consequence of Sound | B-       |
| XXL                  | [ 6 ]    |
| Fact Magazine        | [ 6 ]    |
| The New York Times   | [ 2 ]    |

## Tracce
1. Wish I Had It – 3:31 – All Star
2. Don't Know – 3:05 – Knucklehead, Go Grizzly
3. Amnesia (featuring Doe B) – 3:29 – Dun Deal
4. Can't Make This Up – 3:30 – Dave Cappa
5. Keep Fucking With Me (featuring Plies) – 2:46 – V12 The Hittman
6. Homicide – 3:08 – Chrishan
7. Movie – 3:21 – Beewirks
8. Go Hard (featuring Rico Love) – 3:40 – Jim Jonsin, Finatik N Zac
9. Bet I'm on It (featuring 2 Chainz) – 3:30 – Honorable C-Note
10. Arm & Hammer – 3:27 – The Runners, The Monarch
11. Posed to Be in Love – 2:44 – Go Grizzly
12. Stop Lyin' – 4:22 – Dun Deal
13. Wit It – 3:28 – Big Soj, Kane Beatz
14. Just Want Some Money – 4:05 – DJ Yung Stylez
15. Again – 3:27 – Bricks Da Mane
16. Get Up On My Level! – 4:16 – Yung Carter